# John Schneider
John Richard Schneider (Mount Kisco (New York), 8 april 1960) is een Amerikaanse acteur.
Toen hij acht jaar oud was, begon hij met zijn acteercarrière. Hij speelde vooral in New Yorkse theatervoorstellingen. Op zijn veertiende verhuisde hij samen met zijn moeder naar Atlanta, waar hij in verschillende toneelstukken speelde.
Zijn grote doorbraak kwam in 1979 als Bo Duke in de televisieserie The Dukes of Hazzard die toen op CBS liep.
Hij is nog een succesvolle countryzanger geweest, met hits als I've Been Around Enough to Know en Country Girls.
Van 2001 tot 2006 was hij te zien in de televisieserie Smallville als Jonathan Kent. In het vijfde seizoen is er een verwijzing naar zijn rol van Bo Duke. Tom Wopat (Luke Duke) komt in de aflevering "Exposed" opdagen als senator Jack Jennings in een Dodge Charger.

## Filmografie
- Snow Beast (2011) - Jim
- Holyman Undercover (2010) – Satan
- The Rebound (2009) – Trevor
- The Gods of Circumstance (2009) – Mick Jeremiah
- H2O Extreme (2009) – Crash
- Set Apart (2009) – Pastoor John Gunn
- Conjurer (2008) – Frank Higgins
- Twentysixmiles (televisieserie) – Jack Kincaid (2008)
- The Secret Life of the American Teenager (televisieserie) – Marshall Bowman (10 afl., 2008)
- CSI: Miami (televisieserie) – Charles Brighton (afl. "Tunnel Vision", 2008)
- Shark Swarm (televisiefilm, 2008) – Daniel Wilder
- Ogre (televisiefilm, 2008) – Henry Bartlett
- Nip/Tuck (televisieserie) – Ram Peters (afl. "Chaz Darling", 2007, "Dr. Joshua Lee", 2007, "Duke Collins", 2007, "Lulu Grandiron", 2008)
- Beautiful Loser (2008) – André
- Journeyman (televisieserie) – Dennis Armstrong (afl. "Winterland", 2007)
- Sydney White (2007) – Paul White
- You've Got a Friend (televisiefilm, 2007) – Jim Kliekan
- Lake Placid 2 (televisiefilm, 2007) – Sheriff Riley
- Collier & Co. (2006) – J.R. Collier
- Hidden Secrets (2006) – Gary Zimmerman
- Shorty McShorts' Shorts (televisieserie) – Hunky-O (afl. "The Phabulizers", 2006, stem)
- Smallville (televisieserie) – Jonathan Kent (109 afl., 2001–2006)
- Model Family (televisiefilm, 2006) – John
- King of the Hill (televisieserie) – The Ace (afl. "You Gotta Believe (In Moderation)", 2006, stem)
- Felicity: An American Girl Adventure (televisiefilm, 2005) – Mr. Merriman
- Living with Fran (televisieserie) – Tom Martin (afl. "Riley's Parents", 2005)
- The Dukes of Hazzard: Return of the General Lee (videospel, 2004) – Bo Duke (voice-over)
- 10.5 (televisiefilm, 2004) – Clark Williams
- The Nick at Nite Holiday Special (televisiefilm, 2003) – Mr. Schneider, de skileraar
- The Mummy: The Animated Series (televisieserie) – Rick O'Connell (afl. "Just Another Piece of Jewelry", 2003, voice-over)
- Mary Christmas (televisiefilm, 2002) – Joel Wallace
- Lightning: Fire from the Sky (televisiefilm, 2001) – Tom Dobbs
- Touched by an Angel (televisieserie) – Joshua Winslow (afl. "Shallow Water: Part 1 & 2", 2001)
- Twice in a Lifetime (televisieserie) – Captain Luke Sellars (afl. "Final Flight", 2001)
- Relic Hunter (televisieserie) – Dallas Carter (afl. "Emperor's Bride", 2000, "M.I.A.", 2001)
- Veronica's Closet (televisieserie) – Tom (3 afl., 1999/2000)
- The Dukes of Hazzard: Hazzard in Hollywood (televisiefilm, 2000) – Bo Duke
- Diagnosis Murder (televisieserie) – Brett Hayward (afl. "Out of the Past: Part 1 & 2", 2000)
- Snow Day (2000) – Chad Symmonz
- Sam Churchill: Search for a Homeless Man (televisiefilm, 1999) – Sam Churchill
- Michael Landon, the Father I Knew (televisiefilm, 1999) – Michael Landon
- Walker, Texas Ranger (televisieserie) – Jacob Crossland (afl. "Jacob's Ladder", 1999)
- JAG (televisieserie) – Sgt. Clyde Morrison (afl. "Mr. Rabb Goes to Washington", 1998)
- Dr. Quinn, Medicine Woman (televisieserie) – Daniel Simon (15 afl., 1997–1998)
- True Women (televisiefilm, 1997) – Sam Houston
- The Dukes of Hazzard: Reunion! (televisiefilm, 1997) – Bo Duke
- Kung Fu: The Legend Continues (televisieserie) – Latrodect (afl. "Black Widow", 1996)
- Night of the Twisters (televisiefilm, 1996) – Jack Hatch
- Diagnosis Murder (televisieserie) – Michael Dern (afl. "X Marks the Murder: Part 1", 1996)
- The Legend of the Ruby Silver (televisiefilm, 1996) – Tommy Towne
- The Little CHP (1995) – Jack Sr.
- Touched by an Angel (televisieserie) – Satan (afl. "In the Name of God", 1995)
- Exit to Eden (1994) – Prof. Collins
- Heaven Help Us (televisieserie) – Doug Monroe (afl. onbekend, 1994)
- Christy (televisieserie) – Theodore Harland (afl. "Amazing Grace", 1994)
- Bandit: Bandit Bandit (televisiefilm, 1994) – Sheriff Enright
- Burke's Law (televisieserie) – Brett Scanlon (afl. "Who Killed the Soap Star?", 1994)
- Second Chances (televisieserie) – Richard McGill (3 afl., 1994)
- Texas (televisiefilm, 1994) – Davy Crockett
- Desperate Journey: The Allison Wilcox Story (televisiefilm, 1993) – Eddie
- Dr. Quinn, Medicine Woman (televisieserie) – Red McCall (afl. "A Cowboy's Lullaby", 1993)
- Sisters (televisieserie) – McGreevy/McGrady/McGruder (afl. "Moving Pictures", 1993)
- Come the Morning (1993) – rol onbekend
- Loving (televisieserie) – Larry Lamont (afl. onbekend, 1992)
- Highway Heartbreaker (televisiefilm, 1992) – Mickey
- Grand Slam (televisieserie) – Dennis 'Hardball' Bakelenekoff (afl. "Who's Crazy?", 1990)
- Grand Slam (televisiefilm, 1990) – Dennis 'Hardball' Bakelenekoff
- Ministry of Vengeance (1989) – David Miller
- Paradise (televisieserie) – rol onbekend (afl. "A Gather of Guns", 1989)
- Speed Zone! (1989) – Donato
- Wild Jack (miniserie, 1989) – Jack McCall
- Outback Bound (televisiefilm, 1988) – Jim Tully
- Christmas Comes to Willow Creek (televisiefilm, 1987) – Ray
- The Curse (1987) – Carl Willis
- Stagecoach (televisiefilm, 1986) – Buck (Overland Stage Driver)
- Cocaine Wars (1985) – DEA Agent Cliff Adams
- Gus Brown and Midnight Brewster (televisiefilm, 1985) – Gus Brown
- The Dukes of Hazzard (televisieserie) – Bo Duke (128 afl., 1979–1985)
- Eddie Macon's Run (1983) – Eddie Macon
- Happy Endings (televisiefilm, 1983) – Nick Callohan
- The Dukes (televisieserie) – Bo Duke (stem, 1983)
- The Raccoons and the Lost Star (televisiefilm, 1983) – Dan de Boswachter (stem)
- Dream House (televisiefilm, 1981) – Charley Cross
- The Midnight Special (televisieserie) – presentator (afl. 13 maart 1981)
- Smokey and the Bandit (1977) – figurant (cowboy in publieksscène, niet op aftiteling)